# Ordes
Ordes település Spanyolországban, A Coruña tartományban. Ordes Oroso, Tordoia, Cerceda, Carral, Mesía, Abegondo és Frades községekkel határos. Lakosainak száma 12 772 fő (2024).

## Népesség
A település népessége az utóbbi években az alábbiak szerint változott:
| Lakosok száma | 11 938 | 12 287 | 12 294 | 12 757 | 12 948 | 12 844 | 12 669 | 12 674 | 12 605 | 12 772 |
|               | 2001   | 2004   | 2006   | 2009   | 2011   | 2014   | 2016   | 2019   | 2021   | 2024   |